# Särnmanssjöarna
Särnmanssjöarna är varandra näraliggande sjöar i Älvdalens kommun i Dalarna och ingår i Dalälvens huvudavrinningsområde
- Särnmanssjöarna (Särna socken, Dalarna, 683337-133785), sjö i Älvdalens kommun, 61°34′31″N 12°44′53″Ö / 61.5753°N 12.748°Ö (41,3 ha)
- Särnmanssjöarna (Särna socken, Dalarna, 683421-133742), sjö i Älvdalens kommun, 61°35′05″N 12°45′03″Ö / 61.5847°N 12.7508°Ö (39,1 ha)